# Rosenkvarts
Rosenkvarts är ett mineral som oftast är lite mjölkigare snarare än genomskinligt och mer eller mindre rosa. Den heter rosenkvarts på grund av sin färg. Färgen anses vanligen bero på spårmängder av titan, järn eller mangan i materialet. En del rosenkvarts innehåller mikroskopiska rutilnålar som producerar asterism i genomsläppt ljus. Nyligen genomförda röntgenkristallografiska studier tyder på att färgen beror på tunna mikroskopiska fibrer,  möjligen av dumortierit i kvartsen. Man kan finna rosenkvarts i bland annat Brasilien, på Madagaskar,  i Thailand och USA samt i Härjedalen i Sverige. Rosenkvarts finns även i Älvsbyn i Norrbotten.
Färgen kan blekna. Om man värmebehandlar stenen bleknar den, och om den bestrålas svartnar den. Det är sällsynt som kluster. När man ser det i klusterform är klustret mycket litet.
Det finns dessutom en sällsynt typ av rosenkvarts (ofta också kallad kristallin rosenkvarts) med färg som tros vara orsakad av spårmängder av fosfat eller aluminium. Färgen i kristaller är tydligen ljuskänslig och kan blekna. De första kristallerna hittades i en pegmatit som upphittades nära Rumford, Maine, USA och i Minas Gerais, Brasilien. Kristallerna som hittas är mer genomskinliga och euhedriska, på grund av föroreningarna av fosfat och aluminium som bildade kristallin rosenkvarts, till skillnad från järn och mikroskopiska dumortieritfibrer som bildade rosenkvarts.

## Galleri

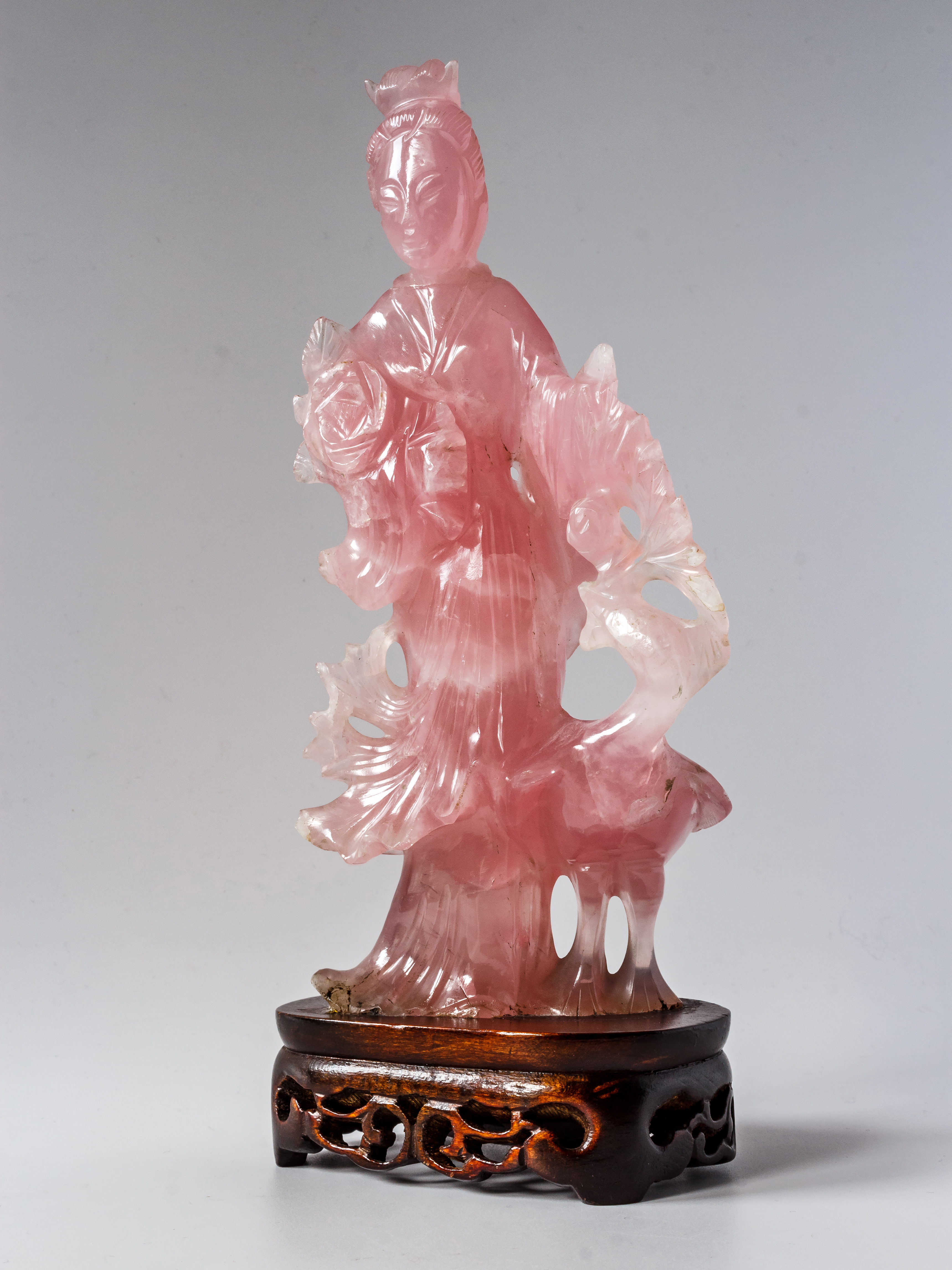
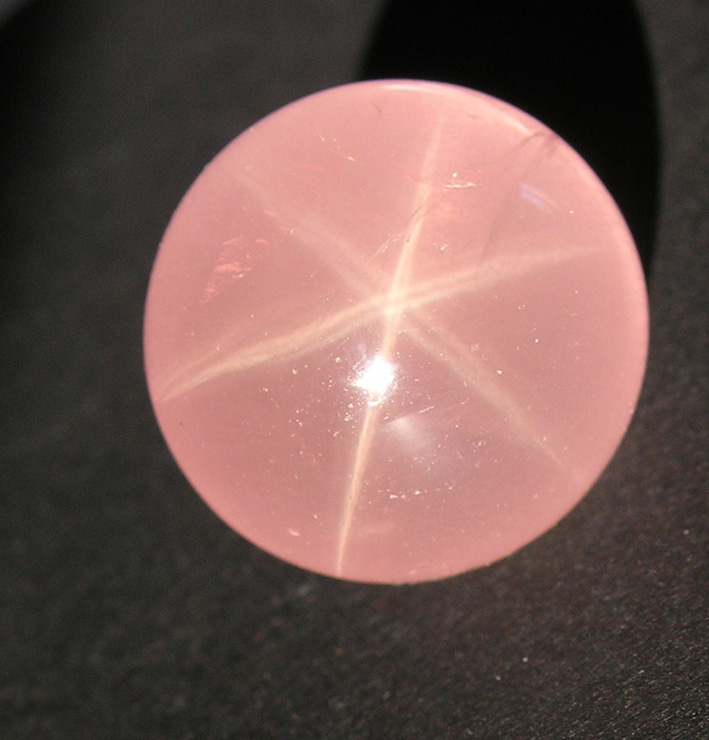
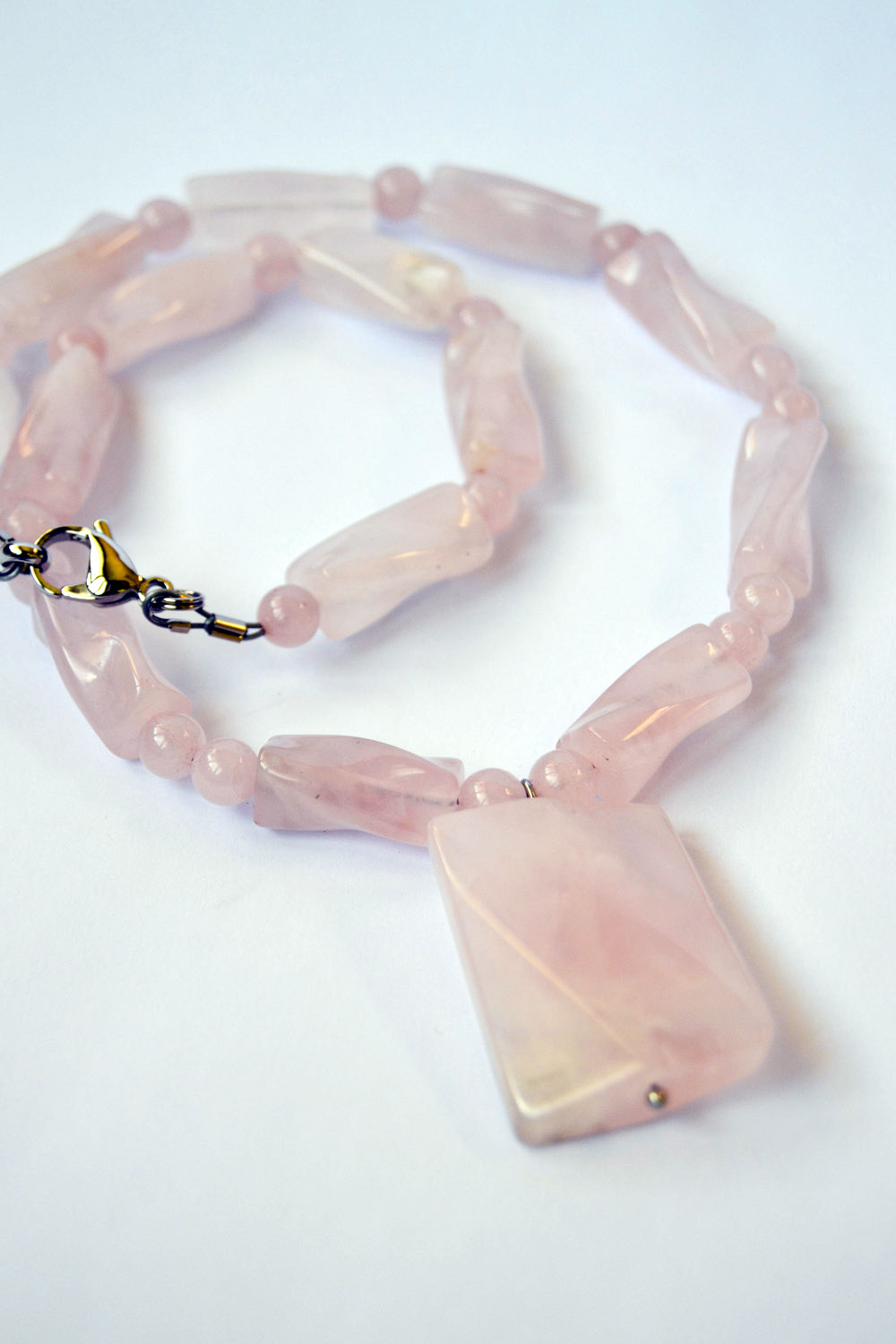
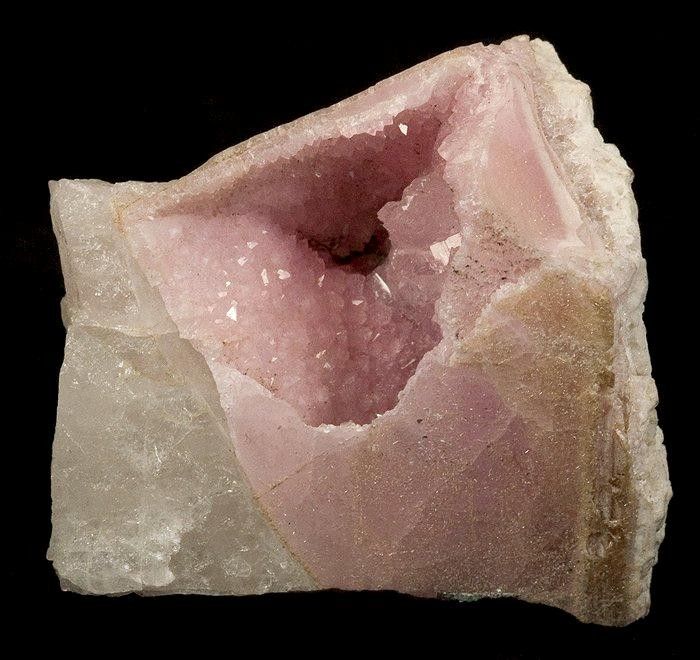